# Jacques Molin
Pour les articles homonymes, voir Molin.
Jacques Molin est un médecin français né le 29 avril 1666 à Marvege (aujourd'hui Marvejols) et mort le 21 mars 1755 à Paris. À son époque, il est aussi connu sous le nom de Du Moulin.
Il est le médecin de Louis XIV dans les dernières années de son règne, puis médecin conseiller du roi Louis XV. 

## Biographie
Après avoir reçu le titre de docteur à Montpellier, il se rend à Paris, devient professeur d’anatomie au Jardin du Roi, est nommé ensuite, par le duc de Noailles, médecin en chef de l’armée de Catalogne. De retour à Paris en 1706, il acquiert par plusieurs cures difficiles la réputation du plus habile praticien de son temps.
Louis XIV l’attache à sa personne dans les dernières années de sa vie. Il devient médecin de Louis XV qu’il guérit à Metz, en 1744, d’une maladie des plus graves. Outre son traitement de médecin consultant, il reçoit alors du roi 9 000 livres d’appointements et, comme il est fort intéressé, il laisse en mourant une fortune de 1 600 000 livres.
On raconte que, poussé par son avarice, il lui arrive parfois d’éteindre les lumières en donnant une consultation, sous prétexte qu’il est inutile d’y voir pour parler et qu’on est moins distrait dans les ténèbres. Toutefois, il n’en donne pas moins ses soins aux pauvres et il leur fournit même souvent de l’argent pour se procurer du bouillon et des choses nécessaires.
Molin est un excellent praticien ; son mode de médication, dégagé de tout système, est fondé sur l’observation et l’expérience. Il se borne aux remèdes les plus sûrs et les plus éprouvés : souvent il n’ordonne aucun remède, se bornant à prescrire un régime plus régulier.
Quelques jeunes gens lui ayant demandé de leur indiquer les membres de la faculté les plus dignes de le remplacer, « Je laisse après moi, leur dit-il, trois grands médecins, l’eau, la diète et l’exercice. » On croit que c'est lui qu'Alain-René Lesage a voulu dépeindre sous le nom du docteur Sangrado dans le roman de Gil Blas.

## Œuvres
On n’a de Molin qu’un seul écrit intitulé : Observations sur le rhumatisme (in-12).

## Sources
« Jacques Molin », dans Pierre Larousse, Grand dictionnaire universel du XIXe siècle, Paris, Administration du grand dictionnaire universel, 15 vol., 1863-1890 [détail des éditions].